# 中国驻阿富汗大使列表
本列表为中華民國和中華人民共和國驻阿富汗历任大使名录。

## 历任中国驻阿富汗大使

### 中华民国驻阿富汗公使（1945年－1950年）
1945年，中华民国开始派遣驻阿富汗公使。1950年1月14日，关闭公使馆。
| 姓名   | 任命          | 到任          | 递交国书      | 免职          | 离任           | 外交衔级           | 外交职务     | 备注 | 备注 |
| ------ | ------------- | ------------- | ------------- | ------------- | -------------- | ------------------ | ------------ | ---- | ---- |
| 邹尚友 | 1945年1月17日 | 1945年9月12日 | 1945年9月23日 | 1946年6月26日 | 1946年10月16日 | 公使               | 特命全权公使 |      |      |
| 金念祖 | 1945年2月12日 | 1945年6月11日 |               |               | 1947年1月31日  | 一等秘书           | 临时代办     |      |      |
| 许念曾 | 1946年6月26日 | 1947年1月31日 | 1947年2月15日 |               | 1949年4月13日  | 公使               | 特命全权公使 |      |      |
| 田宝齐 | 1949年2月22日 | 1949年4月13日 |               |               | 1950年1月14日  | 一等秘书衔二等秘书 | 临时代办     |      |      |

### 中华人民共和国驻阿富汗大使（1955年－1994年）
1955年1月20日，中华人民共和国与阿富汗正式建交，开始派遣驻阿富汗大使。1979年12月27日，苏联入侵阿富汗；30日，中国拒絕承认新政权，虽然保留驻阿富汗使馆，但只派驻临时代办，不与该政权发生正式官方关系。1992年4月，阿富汗政权变更，改国名为阿富汗伊斯兰国，两国关系正常化。然而由于阿富汗内战隨即爆發，中国于1993年2月撤离驻阿富汗使馆工作人员，两国间正常往来中断。
| 姓名   | 任命           | 任命          | 到任          | 递交国书      | 免职           | 免职          | 离任          | 外交衔级 | 外交职务     | 备注 |
| 姓名   | 全国人大常委会 | 主席          | 到任          | 递交国书      | 全国人大常委会 | 主席          | 离任          | 外交衔级 | 外交职务     | 备注 |
| ------ | -------------- | ------------- | ------------- | ------------- | -------------- | ------------- | ------------- | -------- | ------------ | ---- |
| 丁国钰 | 1955年2月8日   | 1955年3月3日  | 1955年6月21日 | 1955年7月5日  | 1958年6月3日   | 1958年7月15日 | 1958年7月     | 大使     | 特命全权大使 |      |
| 郝汀   | 1958年6月3日   | 1958年7月15日 | 1958年8月     |               | 1965年5月5日   | 1965年7月1日  | 1965年5月11日 | 大使     | 特命全权大使 |      |
| 王越毅 | 1965年5月5日   | 不適用        | 未到任        | 不適用        | 1965年6月16日  | 不適用        | 不適用        | 大使     | 特命全权大使 |      |
| 陈枫   | 1965年6月16日  | 1965年7月1日  | 1965年7月24日 | 1965年7月31日 | 不適用         | 不適用        | 1967年1月     | 大使     | 特命全权大使 |      |
| 姚吉年 | 不適用         | 不適用        | 1967年1月     | 不適用        | 不適用         | 不適用        | 1969年        |          | 临时代办     |      |
| 罗进   | 不適用         | 不適用        | 1969年        | 不適用        | 不適用         | 不適用        | 1969年7月19日 |          | 临时代办     |      |
| 谢邦治 | 不適用         | 不適用        | 1969年7月19日 | 1969年7月26日 | 不適用         | 不適用        | 1973年1月5日  | 大使     | 特命全权大使 |      |
| 甘野陶 | 不適用         | 不適用        | 1973年2月28日 | 1973年3月8日  | 1977年10月24日 | 不適用        | 1977年5月26日 | 大使     | 特命全权大使 |      |
| 黄明达 | 1977年10月24日 | 不適用        | 1977年9月     | 1977年9月21日 | 1982年3月8日   | 不適用        | 1979年10月    | 大使     | 特命全权大使 |      |
| 马行汉 | 不適用         | 不適用        | 1979年        | 不適用        | 不適用         | 不適用        | 1981年        | 参赞     | 临时代办     |      |
| 章德良 | 不適用         | 不適用        |               | 不適用        | 不適用         | 不適用        |               | 参赞     | 临时代办     |      |
| 王修才 | 不適用         | 不適用        |               | 不適用        | 不適用         | 不適用        | 1990年        | 参赞     | 临时代办     |      |
| 张敏   | 不適用         | 不適用        | 1990年        | 不適用        | 不適用         | 不適用        | 1993年2月10日 | 参赞     | 临时代办     |      |
| 陆树林 | 1992年11月7日  | 不適用        | 未到任        | 不適用        | 1994年3月5日   | 不適用        | 不適用        | 大使     | 特命全权大使 |      |

### 中华人民共和国驻阿富汗大使（2001年至今）
2001年12月，阿富汗成立临时政府。同月中国政府派遣赴阿富汗工作组筹备复馆。2002年2月6日，中国驻阿富汗大使馆正式复馆。2002年6月，阿富汗成立过渡政府。2004年1月，阿富汗颁布新宪法，定国名为阿富汗伊斯兰共和国。2021年8月，塔利班夺取全国政权，成立临时政府，原政权残余势力退居潘杰希尔谷地。2023年9月，中国新任驻阿富汗大使赵星成为首位向塔利班政权阿富汗伊斯兰酋长国递交国书的大使，但仍是“驻阿富汗伊斯兰共和国大使馆”的大使。
| 姓名   | 任命           | 任命          | 到任           | 递交国书       | 免职           | 免职          | 离任           | 外交衔级 | 外交职务     | 备注                                                     |
| 姓名   | 全国人大常委会 | 主席          | 到任           | 递交国书       | 全国人大常委会 | 主席          | 离任           | 外交衔级 | 外交职务     | 备注                                                     |
| ------ | -------------- | ------------- | -------------- | -------------- | -------------- | ------------- | -------------- | -------- | ------------ | -------------------------------------------------------- |
| 张敏   | 不適用         | 不適用        | 2001年12月19日 | 2002年1月29日  | 不適用         | 不適用        | 2002年4月      |          | 临时代办     | 筹备复馆，初为外交部赴阿富汗工作组代表参加新政府成立仪式 |
| 孙玉玺 | 2002年2月28日  | 2002年5月14日 | 2002年4月25日  | 2002年5月2日   | 2004年8月28日  | 2005年1月17日 | 2004年12月16日 | 大使     | 特命全权大使 |                                                          |
| 刘健   | 2004年8月28日  | 2005年1月17日 | 2005年1月9日   | 2005年1月12日  | 2006年12月29日 | 2007年3月9日  | 2007年2月      | 大使     | 特命全权大使 |                                                          |
| 杨厚兰 | 2006年12月29日 | 2007年3月9日  | 2007年3月22日  | 2007年4月7日   | 2008年10月28日 | 2009年4月9日  | 2009年2月      | 大使     | 特命全权大使 |                                                          |
| 郑清典 | 2008年10月28日 | 2009年4月9日  | 2009年3月23日  | 2009年4月18日  | 2010年12月25日 | 2011年4月2日  | 2011年3月      | 大使     | 特命全权大使 |                                                          |
| 徐飞洪 | 2010年12月25日 | 2011年4月2日  | 2011年3月27日  | 2011年4月2日   | 2013年6月29日  | 2013年9月26日 | 2013年8月      | 大使     | 特命全权大使 |                                                          |
| 邓锡军 | 2013年6月29日  | 2013年9月26日 | 2013年9月7日   | 2013年9月15日  | 2015年7月1日   | 2015年11月3日 | 2015年10月     | 大使     | 特命全权大使 |                                                          |
| 姚敬   | 2015年7月1日   | 2015年11月3日 | 2015年10月20日 | 2015年10月22日 | 2017年9月1日   | 2018年1月29日 | 2017年10月     | 大使     | 特命全权大使 |                                                          |
| 刘劲松 | 2017年11月4日  | 2018年1月29日 | 2018年1月3日   | 2018年1月8日   | 2019年6月29日  | 2019年12月3日 | 2019年7月30日  | 大使     | 特命全权大使 |                                                          |
| 王愚   | 2019年8月26日  | 2019年12月3日 | 2019年11月11日 | 2019年11月16日 |                | 2023年10月8日 | 2023年8月      | 大使     | 特命全权大使 |                                                          |
| 赵星   |                | 2023年10月8日 | 2023年9月8日   | 2023年9月13日  | 现任           |               |                | 大使     | 特命全权大使 |                                                          |

## 外部連結
- 中华人民共和国驻阿富汗伊斯兰共和国大使馆（简体中文）（英文）